# Mittellast

Tagesverlauf des Stromverbrauchs (Prinzip)

Mittellast bezeichnet klassischerweise den Bereich der Tageslastkurve, in dem
1. über die Grundlast hinaus zusätzlicher Strom verbraucht wird und
2. die Charakteristik des Stromverbrauchs so ist, dass sie von Mittellastkraftwerken abgedeckt werden kann. Für kurze Spitzen des Stromverbrauchs, sehr starke Lastanstiege oder unvorhergesehenen Strombedarf müssen dann Spitzenlastkraftwerke hinzugenommen werden.

Die Lastkurve zeigt den Verlauf des Stromverbrauchs über die 24 Stunden eines Tages. Dabei gibt die Grundlast an, wie viel Strom rund um die Uhr mindestens verbraucht wird. Im deutschen Stromnetz steigt die Belastung tagsüber, in den Zeiten zwischen 6:00 Uhr morgens und 24:00 Uhr, meist über die Grundlast in den Bereich der Mittellast an. In Zeiten der Spitzenlast ist der Stromverbrauch am größten. Sie liegen in der Regel am Vormittag zwischen 7:00 und 12:00 Uhr und nachmittags zwischen 16:00 und 20:00 Uhr. Schwachlast hingegen bezeichnet Zeiträume, in denen der Stromverbrauch unter die Grundlast fällt.

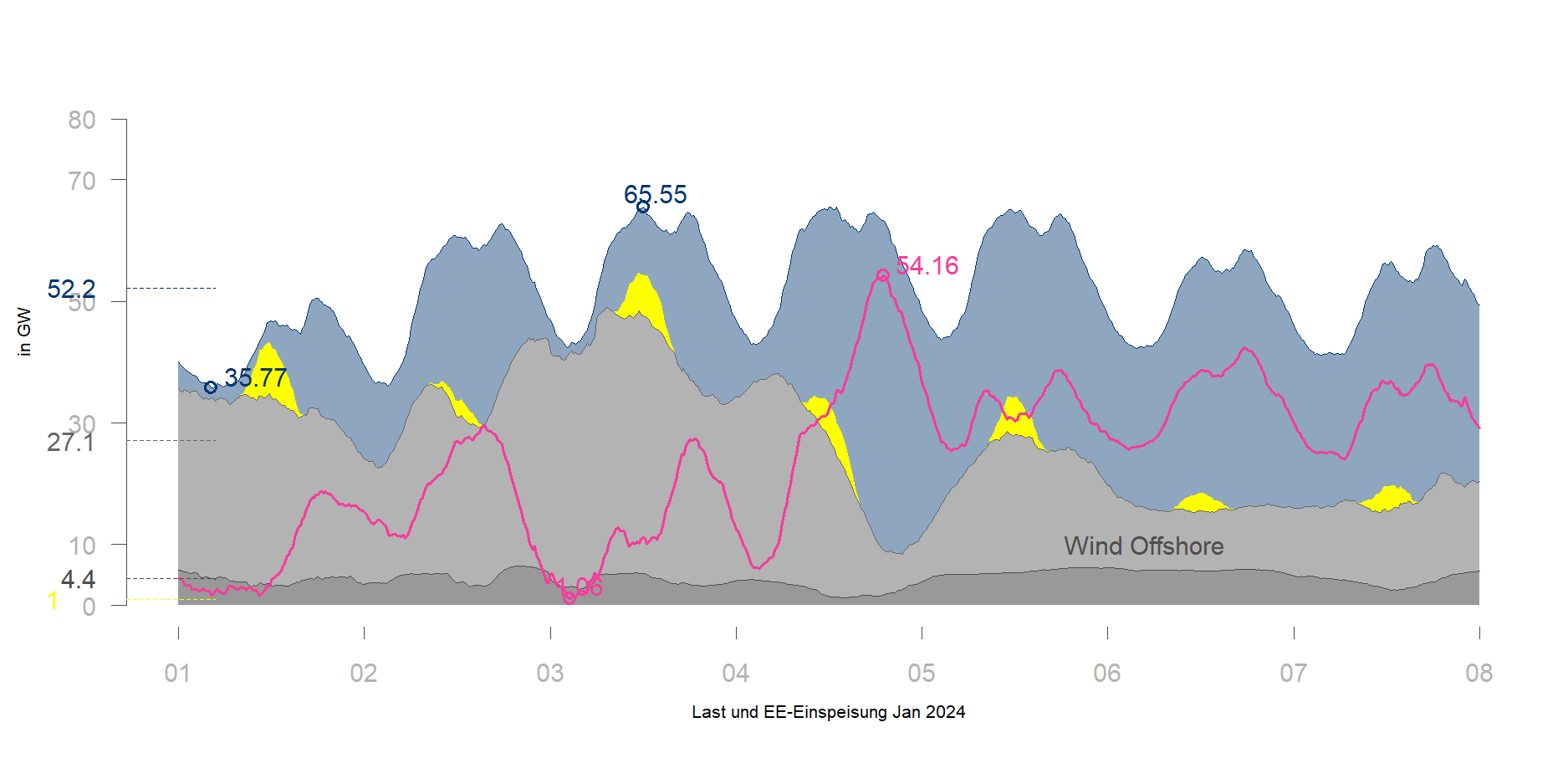
Last, Wind- und Solareinspeisung und die verbleibende Residuallast in Deutschland und Luxemburg im Jan 2024 (1. bis 7. Jan), Daten Entso-E Transparenzplattform

Durch die vorrangige Einspeisung erneuerbarer Energien sinkt die Grundlast, die durch Kraftwerke mit geringen Flexibilitäten gedeckt werden kann, fast auf Null, während die zu deckende Spitzenlast davon kaum beeinflusst ist. So reduzierte sich beispielhaft durch die Einspeisung von Wind- und Solarenergie in der ersten Januarwoche 2024 die Spitzenlast nur um 17 % von 65,55 GW auf 54,16 GW, während das Minimum der zu deckenden Last im gleichen Zeitraum um 97 % von 35,77 GW auf 1 GW sank.
Die verbleibende Residuallast enthält somit fast keine Grundlast mehr und stellt hohe Anforderungen an die Flexibilität des verbleibenden konventionellen Kraftwerksparks. Die Struktur der Residuallast bestimmt auch im Wesentlichen den Strompreis (siehe Merit-Order-Modell). Die Anreize des Strommarktes bewirken dann, dass auch traditionelle Grundlastkraftwerke wie Braunkohlekraftwerke alle ihre Flexibilitäten nutzen, um der Residuallast zu folgen und so maximale Erlöse im Stromhandel zu erzielen. Somit ist der klassische Einsatz von Grundkraftwerken in Deutschland nicht mehr zu beobachten (siehe Stromerzeugung in Deutschland).

## Mittellastkraftwerke
Die normalen periodischen Schwankungen im Energiebedarf werden von Mittellastkraftwerken abgedeckt. Sie lassen sich besser regeln als Grundlastkraftwerke, die vor allem den ständig vorhandenen Energiebedarf absichern. Wenn ihre Leistung nicht mehr ausreicht, kommen Spitzenlastkraftwerke zum Einsatz, um diese kurzfristigen Energieanforderungen abzudecken.
Sämtliche thermische Kraftwerke können technisch in Mittellast betrieben werden. Beispiele für Mittellastkraftwerke sind Kernkraftwerke, Kohlekraftwerke oder Gas-und-Dampf-Kombikraftwerke (GuD).